# Marcus McElhenney
Marcus McElhenney (Drexel Hill, 27 de julio de 1981) es un deportista estadounidense que compitió en remo como timonel.
Participó en los Juegos Olímpicos de Pekín 2008, obteniendo una medalla de bronce en la prueba de ocho con timonel. Ganó seis medallas en el Campeonato Mundial de Remo entre los años 2003 y 2009.

## Palmarés internacional
| Juegos Olímpicos   | Juegos Olímpicos   | Juegos Olímpicos  | Juegos Olímpicos   |
| Año                | Lugar              | Medalla           | Prueba             |
| ------------------ | ------------------ | ----------------- | ------------------ |
| 2008               | Pekín (China)      | Medalla de bronce | Ocho con timonel   |
| Campeonato Mundial |                    |                   |                    |
| Año                | Lugar              | Medalla           | Prueba             |
| 2003               | Milán (Italia)     | Medalla de oro    | Cuatro con timonel |
| 2004               | Bañolas (España)   | Medalla de bronce | Cuatro con timonel |
| 2005               | Kaizu (Japón)      | Medalla de oro    | Ocho con timonel   |
| 2005               | Kaizu (Japón)      | Medalla de plata  | Cuatro con timonel |
| 2006               | Eton (Reino Unido) | Medalla de bronce | Ocho con timonel   |
| 2009               | Poznań (Polonia)   | Medalla de oro    | Dos con timonel    |